# Laboratório Nacional de Biorrenováveis
O Laboratório Nacional de Biorrenováveis (LNBR) é uma instituição brasileira de pesquisa em Biotecnologia molecular, Biorrefinaria e Recursos naturais. Sua construção teve início em 2009, tendo inauguração em 2010 e tornando-se totalmente operacional em 2012. O laboratório está localizado no Distrito de Barão Geraldo , no município de Campinas, no estado de São Paulo. 
O LNBR integra o Centro Nacional de Pesquisa em Energia e Materiais (CNPEM) com outros laboratórios nacionais: o Laboratório Nacional de Luz Síncrotron (LNLS), o Laboratório Nacional de Biociências (LNBio) e o Laboratório Nacional de Nanotecnologia (LNNano)

## História do LNBR
A criação do laboratório veio a partir da encomenda de pesquisas exploratórias ao Núcleo Interdisciplinar de Planejamento Energético da Universidade Estadual de Campinas (NIPE/UNICAMP) pelo Centro de Gestão e Estudos Estratégicos do governo brasileiro em 2005, visando identificar fatores limitantes na produção de etanol brasileiro. As pesquisas foram coordenadas pelo físico Rogério Cezar de Cerqueira Leite. 
O laboratório foi concebido em 2007, com um investimento inicial de R$ 69 milhões. Sua construção teve início no começo de 2009. Inicialmente foi chamado de Laboratório Nacional de Ciência e Tecnologia do Bioetanol (CTBE). 
O laboratório foi inaugurado oficialmente no dia 22 de Janeiro de 2010, pelo presidente Luiz Inácio Lula da Silva, tornando-se totalmente operacional em 2012. Inicialmente ele foi coordenado pelo físico Marco Aurélio Pinheiro Lima, do Instituto de Física Gleb Wataghin da UNICAMP.  
Em 2019, o então CTBE foi renomeado para Laboratório Nacional de Biorrenováveis (LNBR), visando reforçar a agenda de pesquisa do CNPEM estabelecida em 2018 para estabelecer novas parcerias com o setor de biotecnologia industrial, além de se integrar melhor com os outros laboratórios nacionais que compõem o centro e também refletir seus novos desafios: ir além dos biocombustíveis avançados e atuar em bioquímicos e biomateriais.

## Áreas de pesquisa
O LNBR atua em duas principais áreas de pesquisas:
Biotecnologia molecular:
- Enzimologia e Engenharia de enzimas
- Plataformas microbianas
- Química sustentável
- Ômicas Integradas

Biorrefinaria e Recursos naturais:
- Avaliação Tecnológica
- Avaliação de Ecossistemas

## Instalações e equipamentos principais
O LNBR possui 4 instalações abertas principais, sendo que cada uma tem seu próprio cronograma para apresentação, avaliação e execução de projetos para usuários externos. As propostas de pesquisas podem ser feitas pelo Serviços de apoio ao usuário (SAU) do CNPEM. 
- Sequenciamento de Alto Desempenho: Instalação multiusuária  dedicada ao sequenciamento em larga escala de ácidos nucleicos (DNA/RNA) e composta por dois sequenciadores que utilizam tecnologia de segunda geração[8].
- Instalação Metabolômica: permite a identificação e quantificação de metabólitos em amostras biológicas complexas por meio da espectrometria de massas acoplada à cromatografia líquida e gasosa[9]. A instalação é composta de dois espectrômetros de massas acoplados à cromatografia líquida e gasosa.
- Instalação de Biofísica de Macromoléculas: Possui um equipamento de espalhamento dinâmico de luz (DLS Malvern Zetasizer), um espectropolarímetro de dicroísmo circular (Jasco J-815) e também possui espectrofluorímetros, Cary Eclipse e Tecan Infinite Microplate Reader[10]
- Estrutura de Desenvolvimento e Escalonamento de Bioprocessos: Possui biorreatores automatizados com diversos sensores para o monitoramento de processos em escala de bancada e piloto, incluindo processos com microrganismos geneticamente modificados[11].

## Workshops, cursos e conferências.
O laboratório promove cursos regulares com foco em biologia sintética, operação de biorreatores e caracterização de biomassa, além de promover seminários e eventos, sendo que as inscrições e datas para estes estão disponíveis no próprio site, assim como eventos passados.